# Сиропиталище „Алатини“
Сиропиталище „Алатини“ (на гръцки: Ορφανοτροφείο Καρόλου Αλλατίνι) е емблематична къща в град Солун, Гърция.

## Местоположение
Сградата е разположена в квартала Пиргите, между улиците „Параскевопулос“, „Спарти“ и „Византио“.

## История
Построена е в края на 1890 година по плановете на неизвестен архитект. Първите наематели са сестрите Елени, Анастасия и Хриси, дъщери на Танасис Пракицас. След това в 1903 година я купува Абдурахман Хаджи Бекир от Дебър. Според друго мнение Хаджи Бекир купува само парцела, в който има къща с магазин и той строи двуетажната къща. В 1929 година, след смъртта на Хаджи Бекир, вдовицата му Бебе и синовете му Мехмед и Ахмед продават сградата на еврейската община в Солун. Още от 1917 година в сградата е настанено Сиропиталището „Алатини“. То е основано в 1910 година в къщата на историка Йосиф Нехама, в 1912 година е прехвърлено в махалата Кади, но тази сграда е унищожена при Големия пожар в 1917 година. Сградата е сиропиталище до 1943 година, когато и последните и обитатели - 50 момчета и 6 служители евреи са изпратени и избити в концлагерите от германските окупатори. След войната сградата е използвана за жилищна от няколко оцелели еврейски семейства, а в 1972 година е закупена от Андреас Парасху и в него е настанено 11-о основно училище. В 1978 година Солунското земетресение причинява пукнатини, но не повлиява на статиката на сградата. Въпреки това училището напуска сградата от съображения за сигурност и тя е запусната.

## Архитектура
В архитектурно отношение сградата е двуетажна къща със силни елементи на еклектика. Главната северна фасада гледа към двора. На нея има вече затворена веранда с двойно стълбище отстрани. Над верандата има по-късна пристройка, направена вероятно, за да се спести място. Първият етаж има елементи на неокласицизъм - семпла декорация по външните стени, прегради с косници, докато вторият етаж има барокови елементи - по-силно декорирани външни стени и барокови рамки на прозорците. Западната фасада на сградата има характеристиките на селските вили в района, с централно мраморно стълбище и покрит балкон, докато източната фасада е повлияна от народната архитектура от малоазийското крайбрежие, с издадени чардаци върху чугунени косници.
В големия двор на сградата - 800 m2, е имало и по-малка сграда, която служела като хранителен магазин. Тя е съборена при отварянето на улица „Византио“. Парцелът е заобиколен от висока червена тухлена стена.